# 普列梅齊克湖

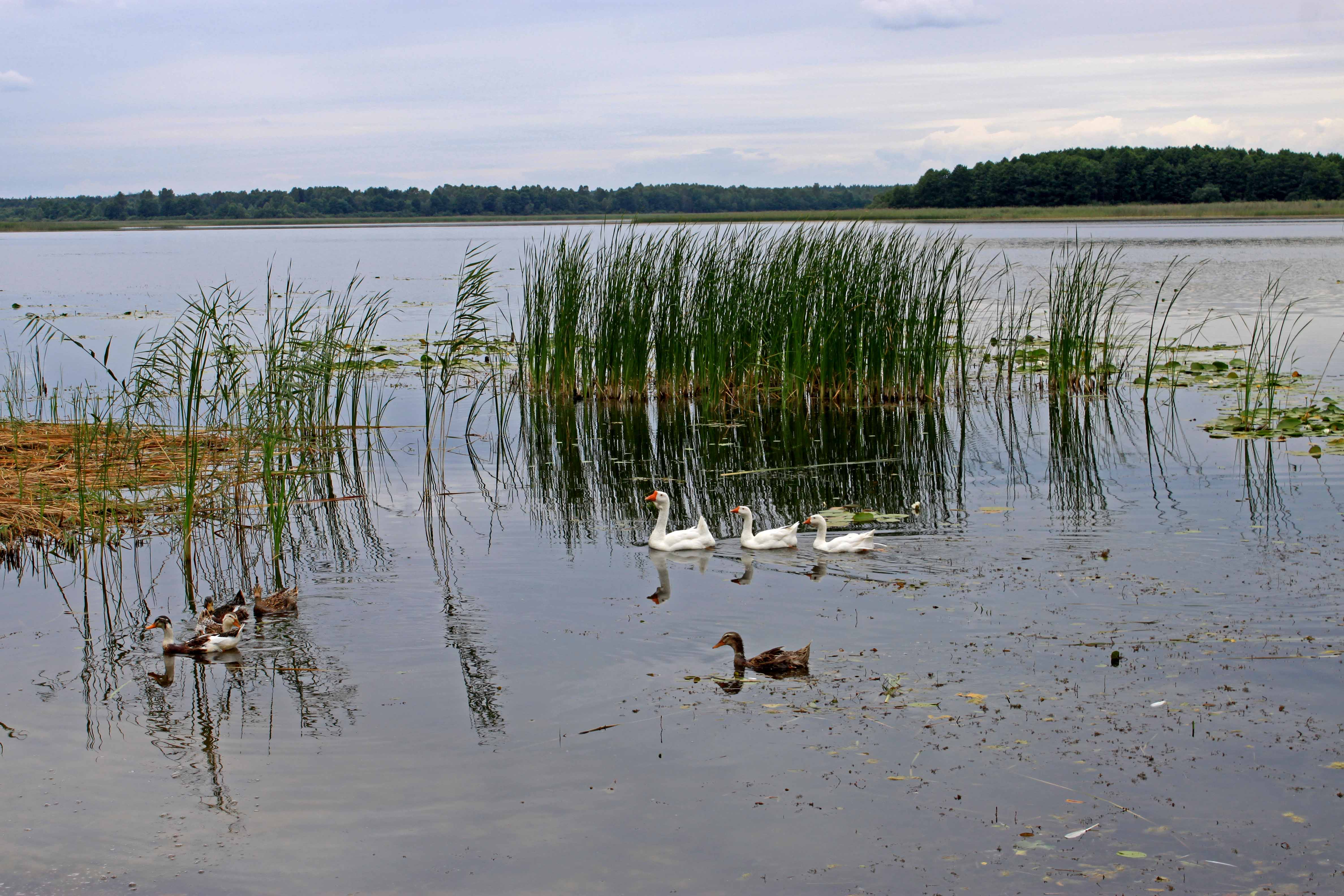

51°31′24″S 23°43′49″E / 51.52333°S 23.73028°E
普列梅齊克湖（烏克蘭語：Пулемецьке озеро），是烏克蘭的湖泊，位於該國西部沃倫州的科韋利區，長6公里、寬3.6公里，面積72平方公里，海拔高度162米，平均水深4.4米，最大水深19米。